# جوش ميد
جوش ميد (بالإنجليزية: Josh Meade)‏ هو لاعب كرة قدم بريطاني في مركز الوسط، ولد في 16 أبريل 1995 في دونكاستر في المملكة المتحدة. لعب مع نادي دونكاستر روفرز.

## وصلات خارجية
- جوش ميد على موقع قاعدة بيانات كرة القدم.إي يو (الإنجليزية)
- جوش ميد على موقع Soccerbase.com (لاعب) (الإنجليزية)